# Jastrabá
Jastrabá (bis 1927 slowakisch auch „Jastrabie“; ungarisch Karvaly – bis 1892 Jasztraba, zeitweise Jásztraba) ist eine Gemeinde in der Mitte der Slowakei mit 552 Einwohnern (Stand 31. Dezember 2024), die zum Okres Žiar nad Hronom, einem Teil des Banskobystrický kraj, gehört.

## Geographie

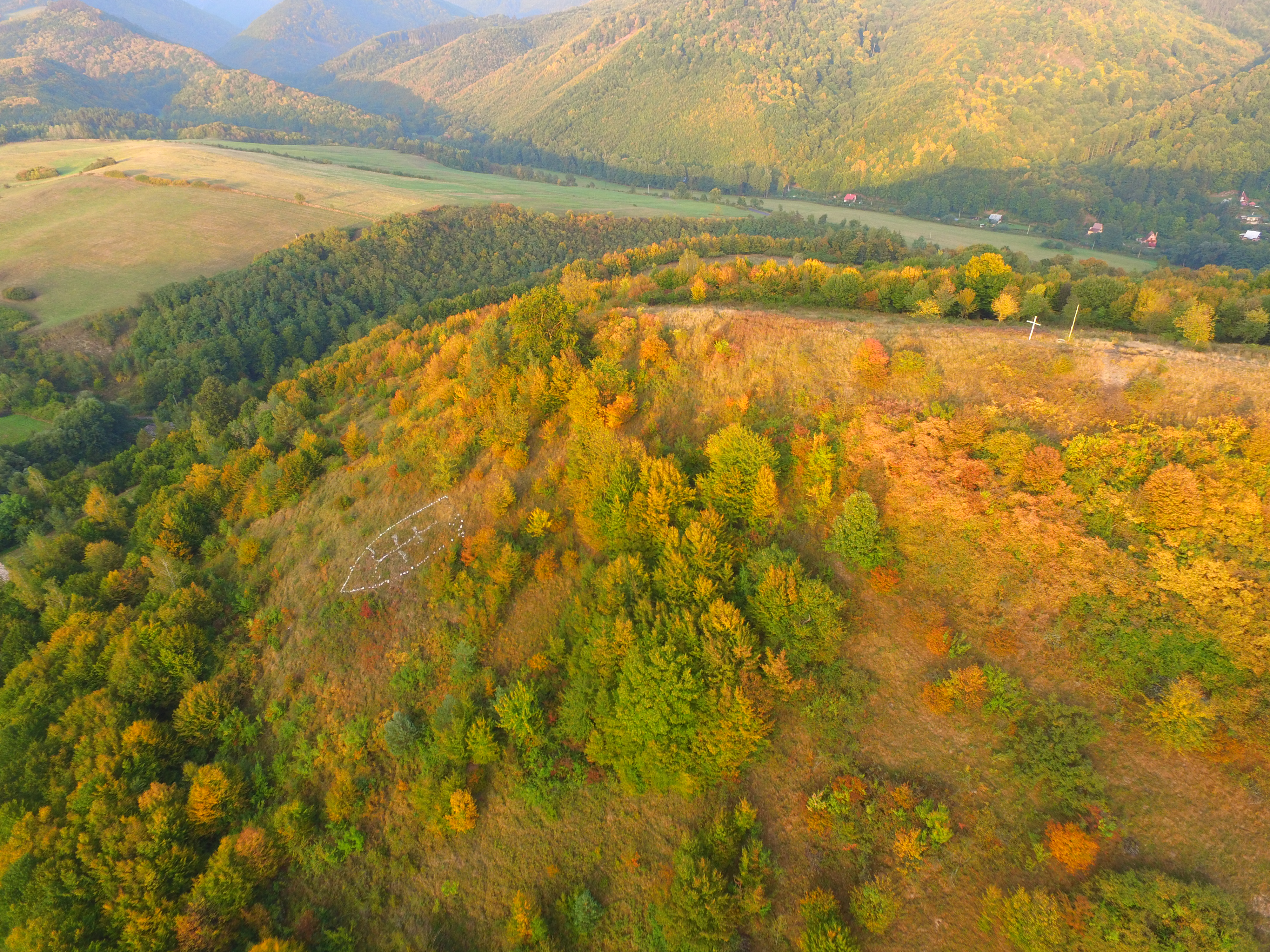
Wappen der Slowakei und Kreuz am Berg Chomok

Die Gemeinde befindet sich in den Kremnitzer Bergen im Tal eines Zuflusses des Ihráčsky potok. Das Ortszentrum liegt auf einer Höhe von 425 m n.m. und ist 10 Kilometer von Kremnica sowie 15 Kilometer von Žiar nad Hronom entfernt.
Nachbargemeinden sind Nevoľné im Norden, Ihráč im Nordosten, Trnavá Hora im Südosten, Pitelová im Süden, Stará Kremnička im Südwesten und Bartošova Lehôtka im Nordwesten.

## Geschichte
Jastrabá wurde zum ersten Mal 1487 als Iztrebe schriftlich erwähnt und gehörte zu dieser Zeit zum Gut des Erzbistums Gran. 1601 standen eine Mühle und 61 Häuser im Ort, 1715 hatte die Ortschaft 40 Steuerpflichtige. 1776 wechselte der Besitz zum neu gegründeten Bistum Neusohl. 1828 zählte man 67 Häuser und 427 Einwohner, die als Landwirte und landwirtschaftliche Saisonarbeiter beschäftigt waren.
Bis 1918 gehörte der im Komitat Bars liegende Ort zum Königreich Ungarn und kam danach zur Tschechoslowakei beziehungsweise heute Slowakei. In der ersten tschechoslowakischen Republik waren die Einwohner weiterhin als Landwirte, aber auch als Arbeitnehmer in umliegenden Industriebetrieben und Eisenbahner beschäftigt. Nach dem Zweiten Weltkrieg arbeitete ein Teil der Einwohner in Industriebetrieben in umliegenden Städten wie Zvolen, Kremnica und Žiar nad Hronom.

## Bevölkerung
| Jahr                | 1994 | 2004    | 2014    | 2024    |
| ------------------- | ---- | ------- | ------- | ------- |
| Anzahl der Personen | 593  | 590     | 552     | 552     |
| Unterschied         |      | −0,50 % | −6,44 % | +1,42 % |

| Jahr                | 2023 | 2024    |
| ------------------- | ---- | ------- |
| Anzahl der Personen | 555  | 552     |
| Unterschied         |      | −0,54 % |

Nach der Volkszählung 2011 wohnten in Jastrabá 577 Einwohner, davon 569 Slowaken und drei Tschechen. Fünf Einwohner machten keine Angabe zur Ethnie.
491 Einwohner bekannten sich zur römisch-katholischen Kirche, sieben Einwohner zur Pfingstbewegung, fünf Einwohner zur Evangelischen Kirche A. B., zwei Einwohner zur evangelisch-methodistischen Kirche und ein Einwohner zur Bahai-Religion. 40 Einwohner waren konfessionslos und bei 33 Einwohnern wurde die Konfession nicht ermittelt.

## Bauwerke
- römisch-katholische Erzengel-Michael-Kirche im gotischen Stil aus den 1290er Jahren, im 17. und 18. Jahrhundert umgebaut